# 레오나르드 플라나
레오나르드 아르벤 플라나(Leonard Arben Pllana, 1996년 8월 26일 ~ )는 코소보의 축구 선수이다.